# Rio Borogeana Mare
O Rio Borogeana Mare é um rio da Romênia afluente do Rio Latoriţa, localizado no distrito de Vâlcea.